# 南关清真大寺
38°27′21″N 106°16′37″E / 38.455892°N 106.276903°E

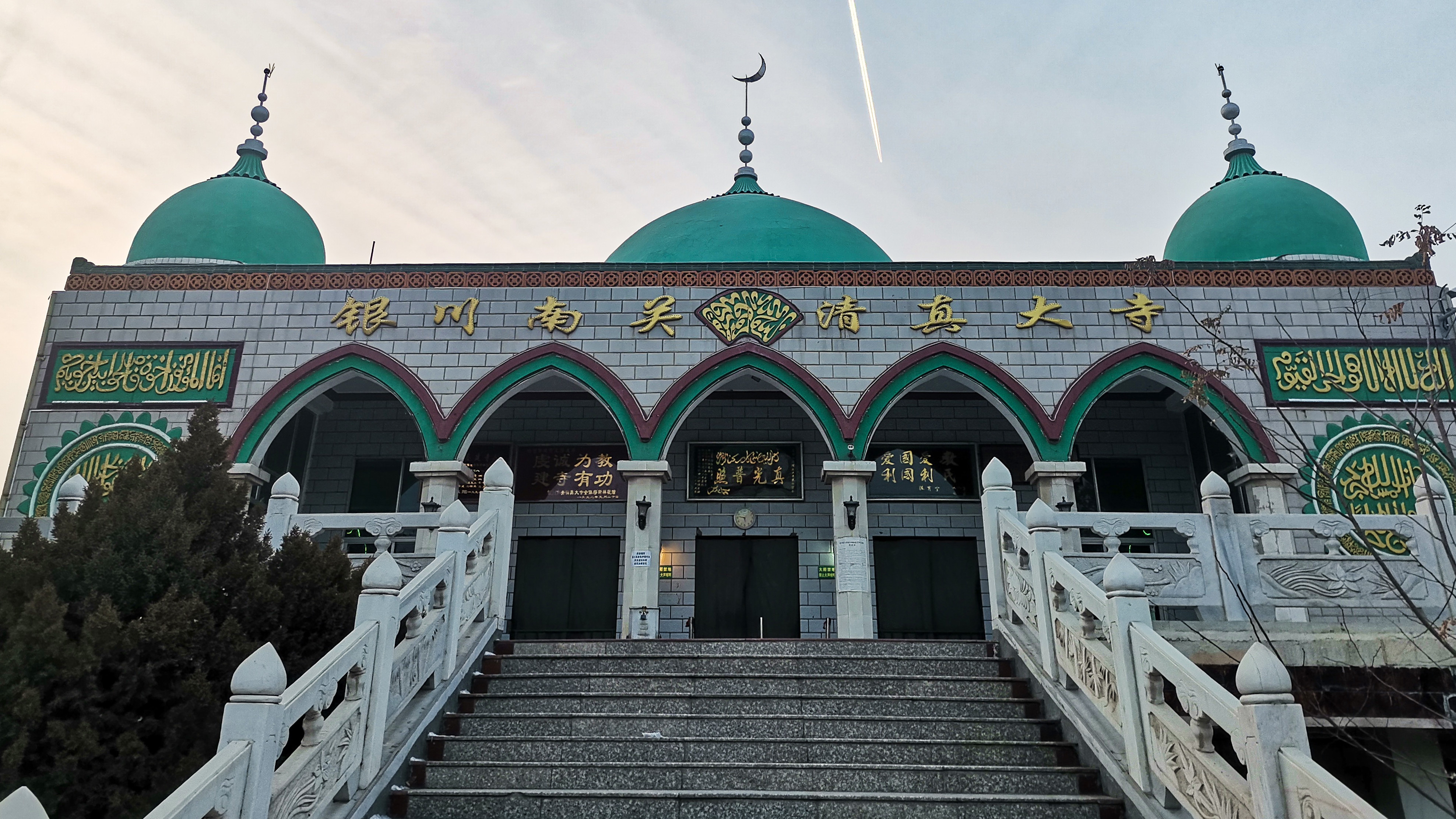
改建前的宁夏银川南关清真大寺

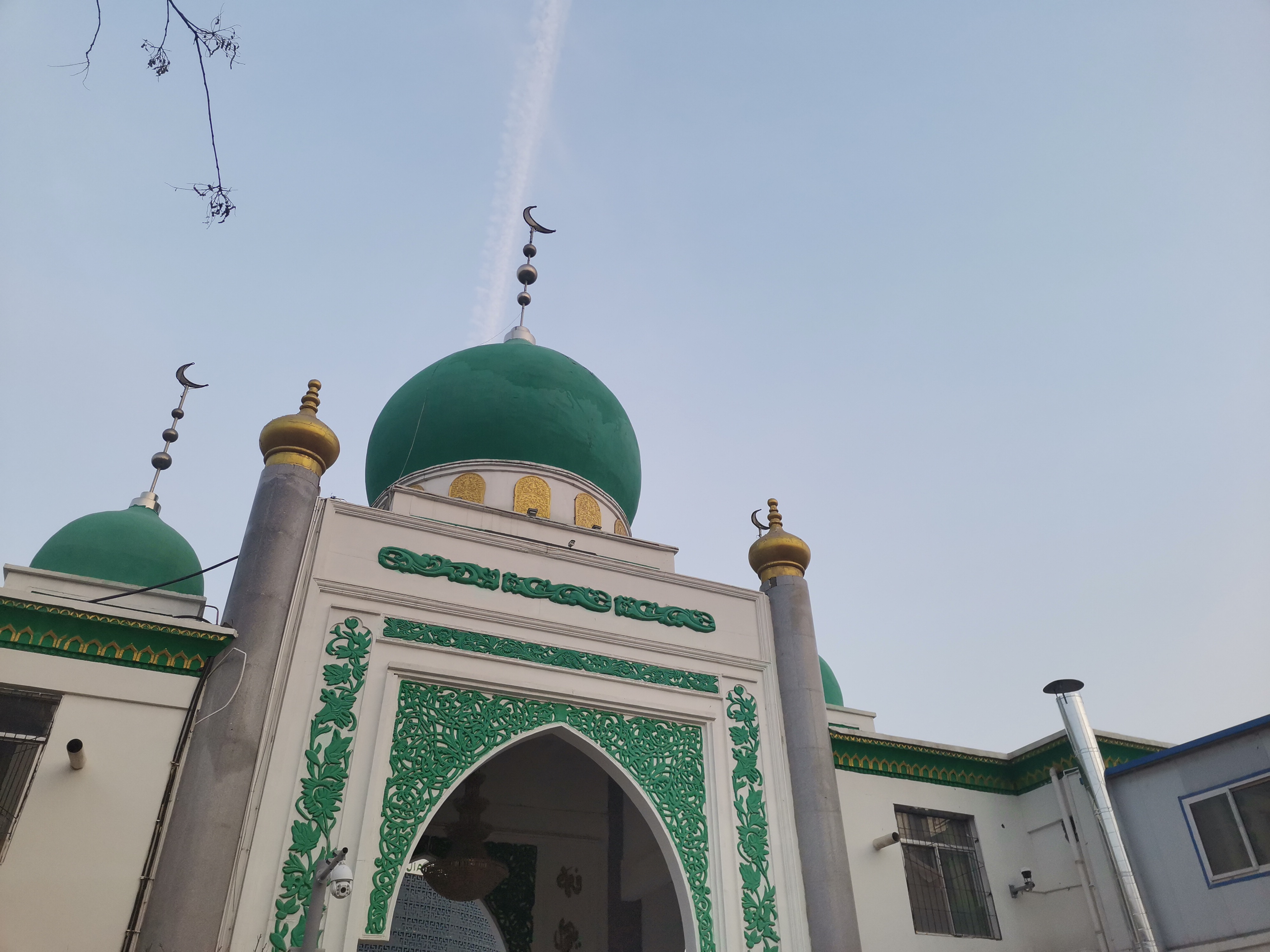
改建前的大门

南关清真大寺是位于中国宁夏回族自治区银川市兴庆区的清真寺，是银川老城区的重要清真寺、银川回族的宗教活动中心场所，也是主要的旅游景点。始建于明末，现今建筑重建于1981年。

## 历史
南关清真大寺始建于明朝末年，于文化大革命期间遭到拆毁。1981年，由穆斯林募资重建，为阿拉伯风格建筑。每逢主麻日等回族宗教节日时，当地穆斯林会聚集于此，举行宗教仪式。
在中共中央总书记习近平2020年6月考察宁夏后，宁夏党政机关开始将清真寺进行“中国化”改造，去除伊斯兰建筑风格，圆顶和宣礼塔都被拆除。

## 建筑特点
重建的南关清真大寺为阿拉伯风格建筑，占地面积2,074平方米，共2层。上层为大礼拜殿，可容纳一千三百多人同时朝拜，塔顶为富于阿拉伯特色的绿色穹顶；下层有沐浴室、小礼拜殿、女礼拜殿、阿拉伯语学校、阿訇卧室、办公室、会客室等。建筑两侧建有30米高的宣礼塔。